# Adrian Tilbrook
Adrian Tilbrook (* 20. Juli 1948 in Hartlepool) ist ein britischer Jazz- und Fusion-Schlagzeuger.

## Leben und Wirken
Tilbrook spielte in den 1960er Jahren in Beatbands; nach zwei Jahren Schlagzeugunterricht bei Max Abrams wurde er 1974 neben Ron Aspery und Colin Hodgkinson Mitglied von Back Door. Mit der Band tourte er in Europa und den USA und trat auch zwei Wochen bei Ronnie Scott’s auf. Nach der Einspielung des Albums Activate löste sich die Band auf. Er arbeitete weiterhin mit Don Weller, Stan Tracey, Alexis Korner und mit durchreisenden Solisten wie Jimmy Witherspoon, Eddie Lockjaw Davis, James Moody oder Al Casey. 1979 spielte er in einer Allstar-Formation um Jon Anderson, Allan Holdsworth und Jack Bruce. Ab Mitte der 1980er Jahre war er mit Posaunist Rick Taylor in dem von ihm gegründeten Quartett Full Circle tätig, das 1986 das Album Beauty of the Unexpected aufnahm. Er war dann für die Jazzaction-Initiative in Yorkshire und Humberside aktiv. Seit 2006 ist er als Mitglied des von John Warren geleiteten Voices of the North Orchestra, dessen Splinter Band und dessen Bigband Northern Brass hervorgetreten und spielte bei Jim Mullen, bei Mick Shoulder und bei Andy Champion.
Tilbrook ist zudem als Schlagzeuglehrer tätig. Auch produzierte er das Album So Many Stars von Ruth Lambert.

## Diskographische Hinweise
- Back Door Activate (1975)
- Alexis Korner Meets Jack Daniels (1975)
- Andy Champion Group Fail in Wood (2010)

## Lexikalische Einträge
- Ian Carr, Digby Fairweather, Brian Priestley: Rough Guide Jazz. Der ultimative Führer zur Jazzmusik. 1700 Künstler und Bands von den Anfängen bis heute. Metzler, Stuttgart/Weimar 1999, ISBN 3-476-01584-X.